# Клоштер
Клоштер (словен. Klošter) — поселення в общині Метлика, регіон Південно-Східна Словенія, Словенія.